# 白玉瀑布
22°41′17″N 121°01′00.8″E / 22.68806°N 121.016889°E
白玉瀑布是一座位在臺灣臺東縣卑南鄉知本溫泉區內的瀑布，其原名為白玉瀧（日文：白玉の瀧），目前已改為白玉瀑布，是知本溫泉區的景點之一。

## 沿革

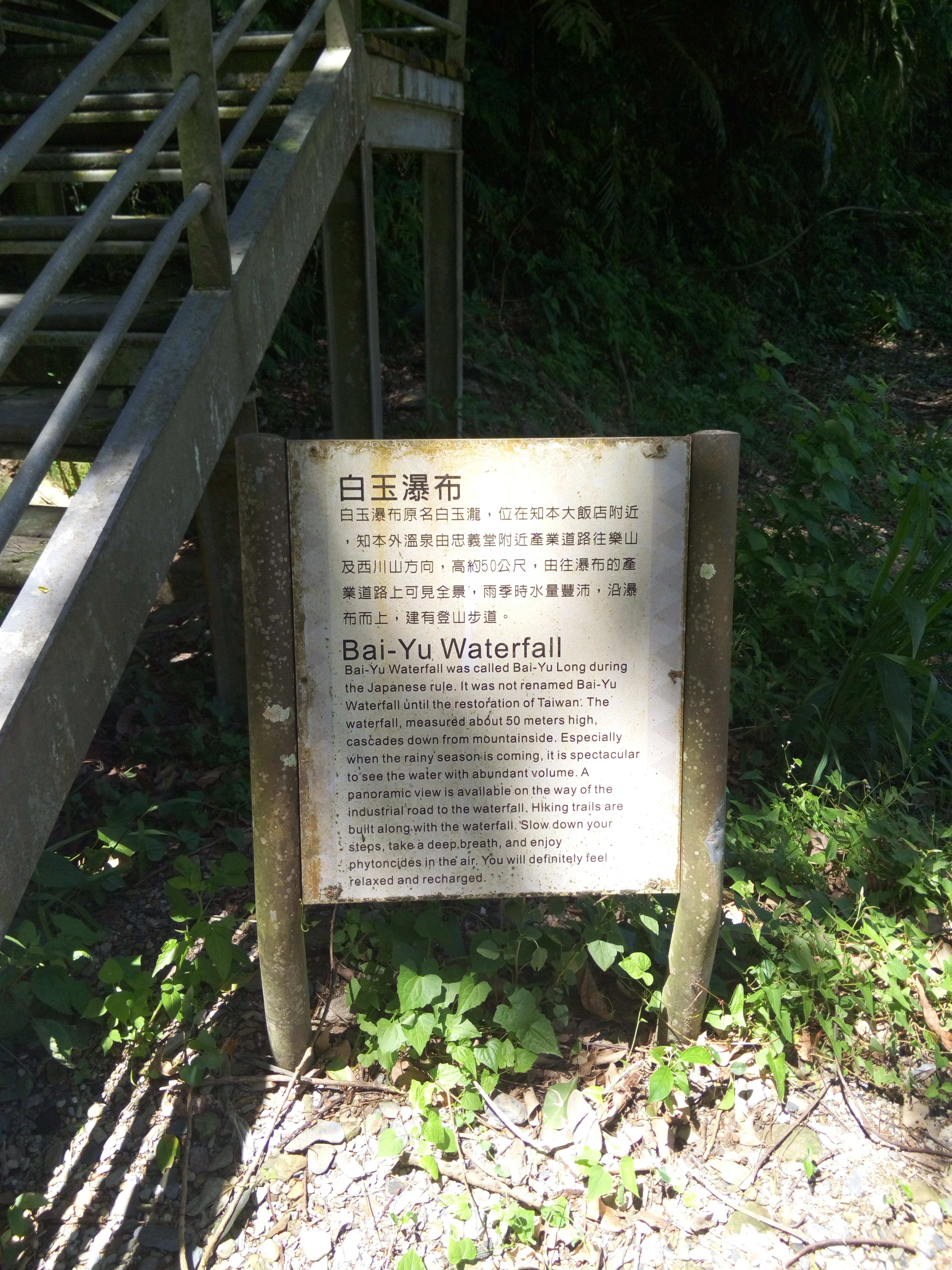
白玉瀑布解說板

白玉瀑布最早在臺灣日治時期由日本人所發現，並且當時稱之為白玉瀧。中華民國接管臺灣後，臺東縣政府將白玉瀧改名為白玉瀑布，由於瀑布與鄰近的樂山產業道路之間，尚有一段無法行車之山徑，故在近年已興建步道於瀑布與產業道路之間。

## 特色
白玉瀑布高約50公尺，並且，白玉瀑布旁尚有一座小瀑布，就位在樂山產業道路旁，不須經由步道抵達，其落差高度高於主瀑布也就是白玉瀑布，但水量則還是主瀑布大，目前主瀑布水量之多寡受限於當地氣候之影響，因此瀑布的豐水/枯水期十分明顯。

## 交通資訊
私人轎車：行經194縣道自知本溫泉區外溫泉方向往內溫泉方向，當看到白玉瀑布之指示牌後，左轉上切接入樂山產業道路，續行即可到達白玉瀑布下方之停車場，再從停車場經步道向溪流步行至步道終點即可抵達白玉瀑布下方。目前已封路只能步行進入。

## 周遭景點
- 知本溫泉
- 勇男橋
- 知本圳
- 知本國家森林遊樂區
- {樂山國小}

## 資料來源
1. ↑  . 臺灣記憶圖像.   [2015-08-12]. （原始内容存档于2016-03-04） （中文（臺灣））.
2. 1 2 3 4  . 臺東縣政府臺東觀光網.   [2015-08-12]. （原始内容存档于2015-06-30） （中文（臺灣））.
3. 1 2  . 中華大學.   [2015-08-12]. （原始内容存档于2016-03-05） （中文（臺灣））.

## 外部連結
- 臺東縣政府臺東觀光網-白玉瀑布